# 老鹰喷泉
46°04′04″N 11°07′18″E / 46.067768°N 11.121568°E

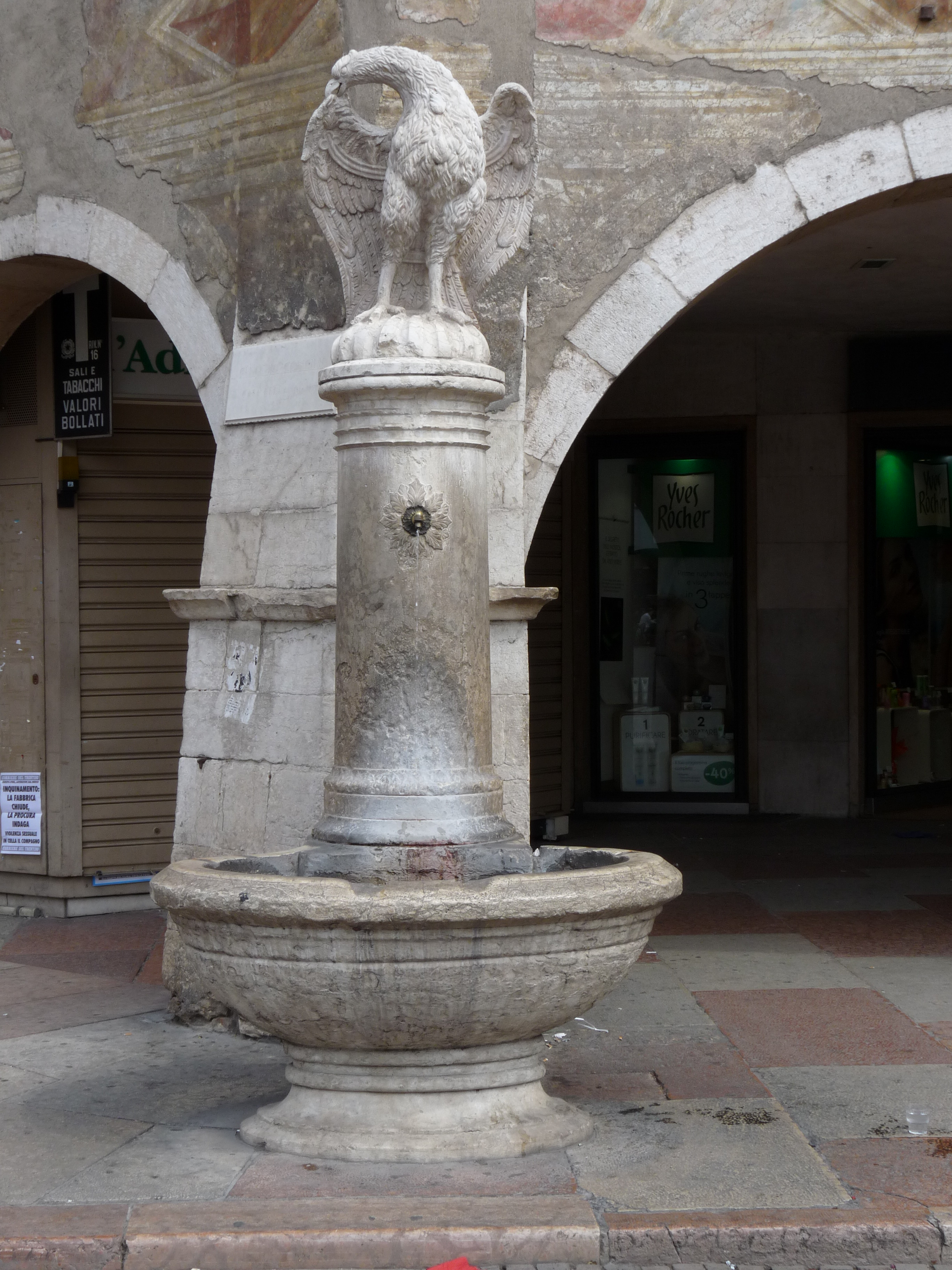
老鹰喷泉

老鹰喷泉（Fontana dell'Aquila）是意大利特伦特的一个喷泉，位于主教座堂广场。喷泉冠以该市的象征鹰的石雕。
其设计者包括工程师莱奥纳尔迪，最终由斯蒂芬·瓦尔纳完成于1850年3月20日。